# Sebastian Suau de Ventimilla
Sebastian Suau de Ventimilla   (Mallorca, segle XVII - Ciutadella de Menorca, 1711) va ser un militar mallorquí que exercí com a governador de Menorca durant dos períodes. Entre 1694 i 1701 nomenat pel rei Carles II i des del gener de 1710 fins a la seva mort l'abril de 1711 per nomenament del rei Habsburg Carles III.

## Biografia
Era fill d'un capità d’armes mallorquí d’una companyia del Terç de Sicília destinat a aquesta illa. Allà va conèixer i es va casar amb la mare d'en Sebastià, n'Elisabetta di Ventimiglia. Va seguir la carrera militar com el seu pare. Sabem que el 1637 estava destinat a Cambrai servint els monarques Felip IV i Carles II. Va arribar a tenir el càrrec de General de Batalla.
Es va casar amb la flamenca Johanna Dirkens Coppens i el 1693 van tenir una filla a Brussel·les. El 1694 va ser nomenat pel rei Carles II governador de l’Illa de Menorca durant un sexenni.
El seu govern es va caracteritzar per les males relacions que va tenir amb alguns prohoms de l’Illa. En aquestes disputes sobre la preeminència d'autoritats va intentar confiscar la correspondència oficial dels M.M. Jurats i els va titllar d’esvalotadors de pobles.

El 1700 en represàlia d’un acte autoritari de Juan de Cepeda, alcaid del castell de sant Felip va assetjar la fortalesa amb la seva guarnició com si fos una plaça enemiga. Per aquest motiu va ser sotmès a una visita encarregada al magistrat de l’Audiència de Mallorca, Dionís Roger.

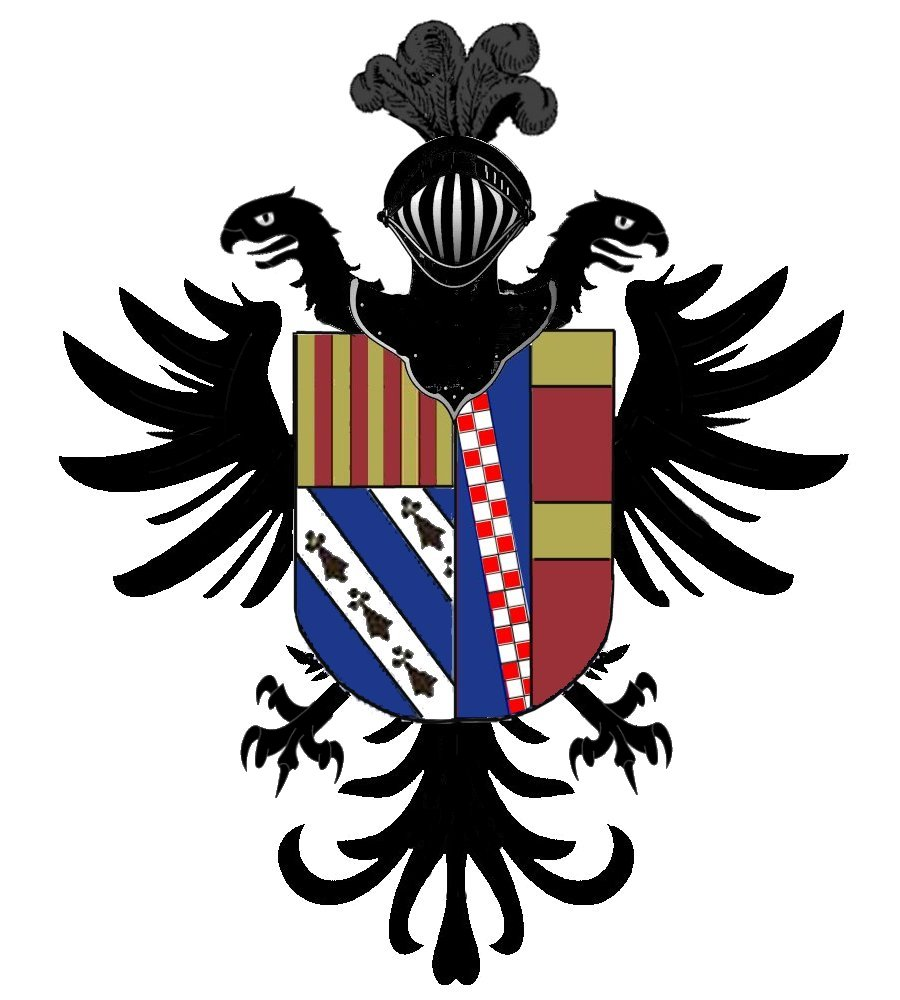
Escut Suau de Ventimiglia

Després d'acabar el seu mandat i cessar com a governador el 1701, va tornar a Mallorca. Durant la guerra de successió a la corona espanyola va militar en el bàndol austriacista. Quan el 24 de desembre de 1709 va morir el Governador de Menorca Josep Izaguirre, el Virrei de Mallorca, el marquès del Rafal, li va encomanar el càrrec interinament el 14 de gener de 1710. El 18 d’agost va assumir-lo a proposta del Consell d’Aragó de la Cort del rei Habsburg. Va morir, abans de finalitzar el seu mandat, l’abril de 1711 a Ciutadella.